# Krom platmos
Krom platmos (Plagiothecium laetum) is een bladmos uit het geslacht platmos (Plagiothecium).

## Determinatie
Het mos vormt zachte, glanzende gazons. Het heeft 1–2,5 mm lange, enigszins asymmetrische bladeren. Bij var. curvifolium zijn de bladeren enigszins hol, min of meer in de lengterichting golvend, en de bladpunten zijn bij vochtig weer haakachtig naar beneden gebogen. Ter plaatse van de bladpunt zijn de bladranden gekarteld. De enkele of dubbele hoofdnerf bereikt nooit het midden van het blad. Op de hoeken van de bladbasis bevinden zich rechthoekige bladvleugelcellen die een duidelijk gedefinieerde band van 1 tot 5 rijen cellen vormen, hoewel deze bladvleugelband bij var. laetum meestal smaller is dan bij var. curvifolium.

## Ecologie
Krom platmos is de algemeenste soort binnen de platmossen en is algemeen in bossen op de hogere zandgronden, met een optimum in berken-eikenbossen en gemengd bos. De soort groeit op en aan boomvoeten, meest van eik en berk maar ook wel van beuk, den of jeneverbes, en op dood hout en naaldenstrooisel. In bossen op basen- en voedselrijkere bodems komt krom platmos voor op dood hout en als epifyt op boomsoorten met zure schors. De huidige verspreiding wordt dus vooral bepaald door de afwezigheid van bos van zekere leeftijd.

## Verspreiding
In Nederland komt krom platmos algemeen voor. Het staat op de rode lijst in de categorie 'Bedreigd'. Het eenhuizige krom platmos heeft zich in de 20ste eeuw zeer sterk uitgebreid in het ouder wordende bos; van voor 1950 zijn betrekkelijk weinig vindplaatsen bekend.

## Foto's

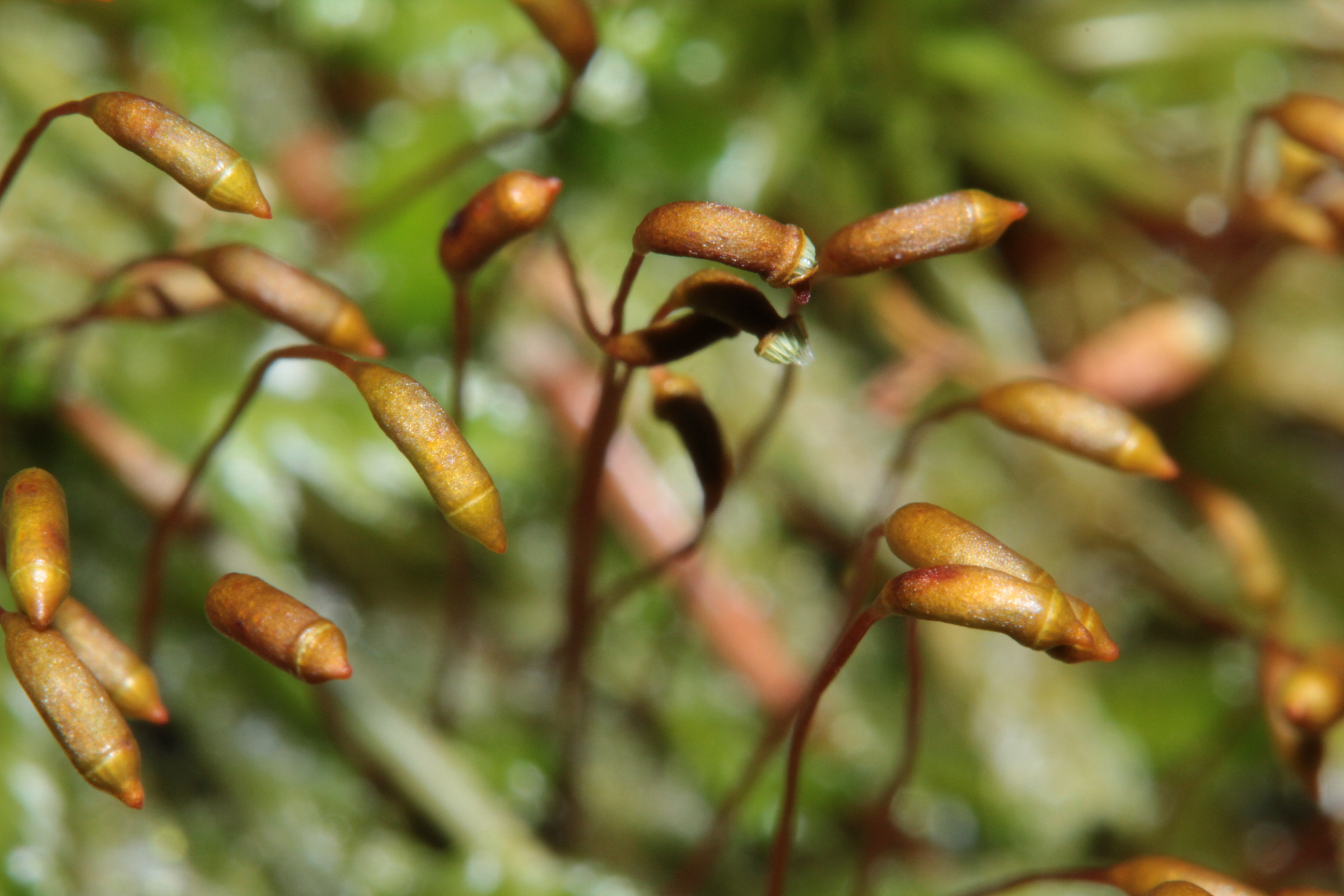
Sporenkapsels
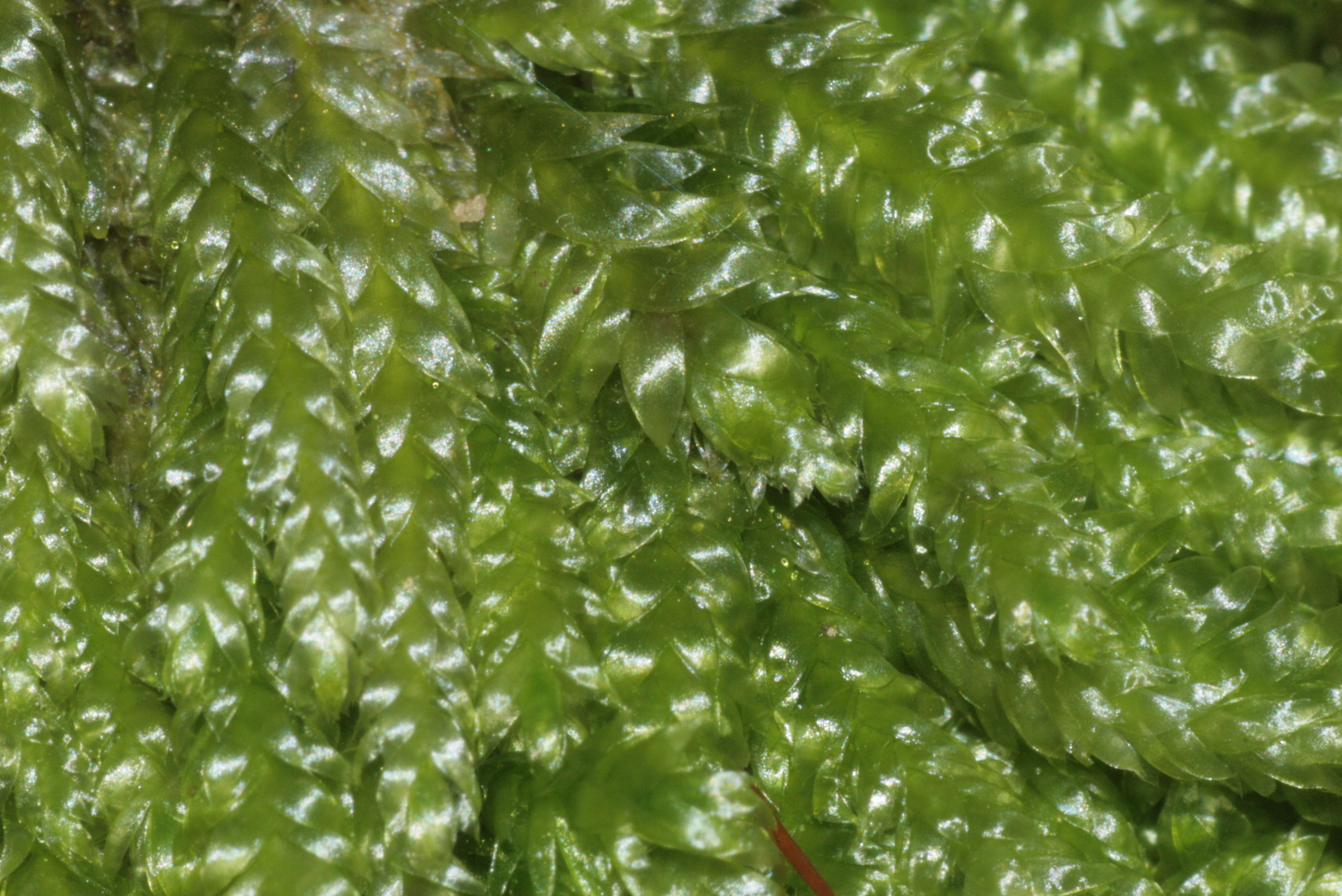
Bladeren
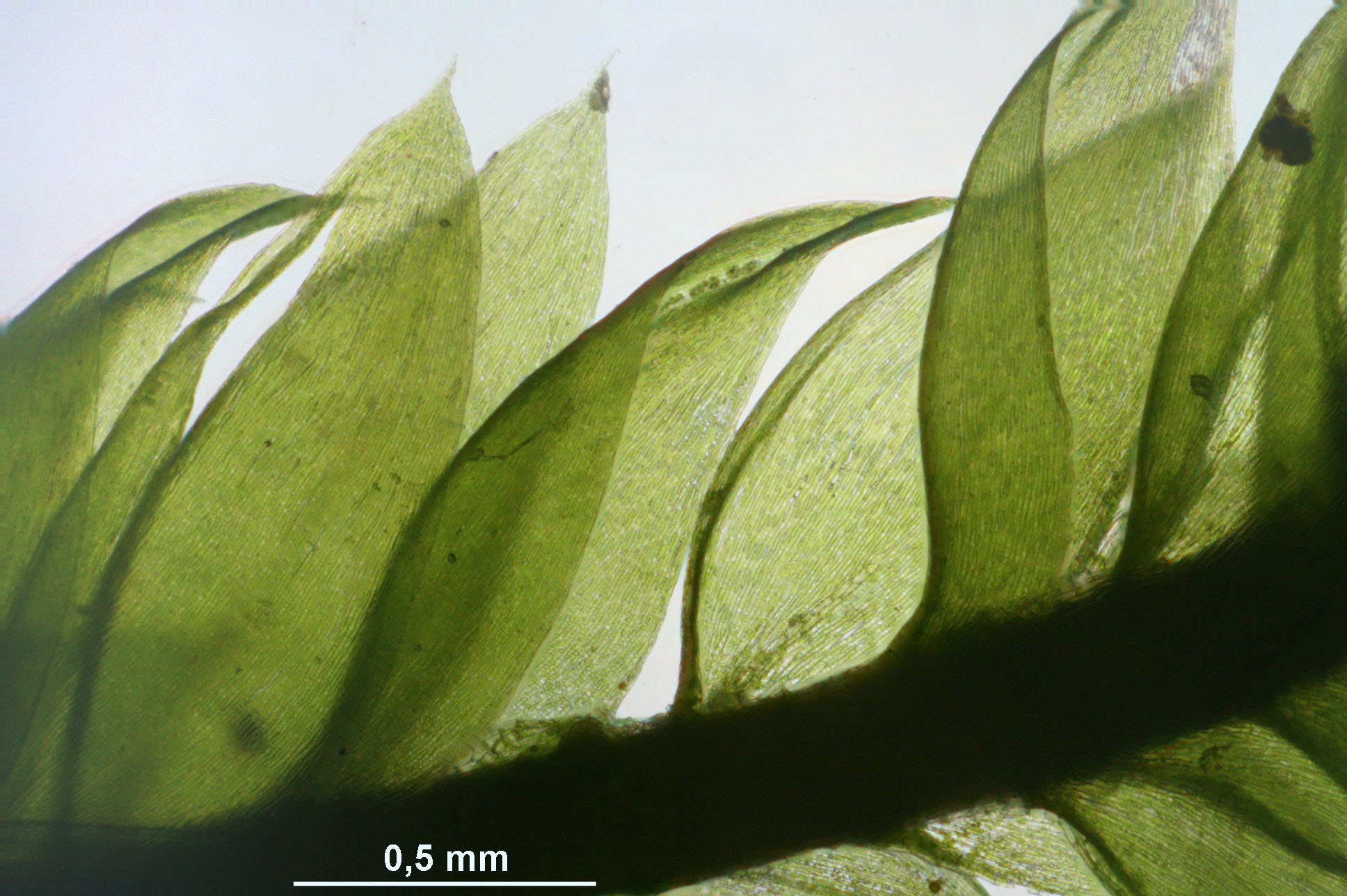
Bladeren
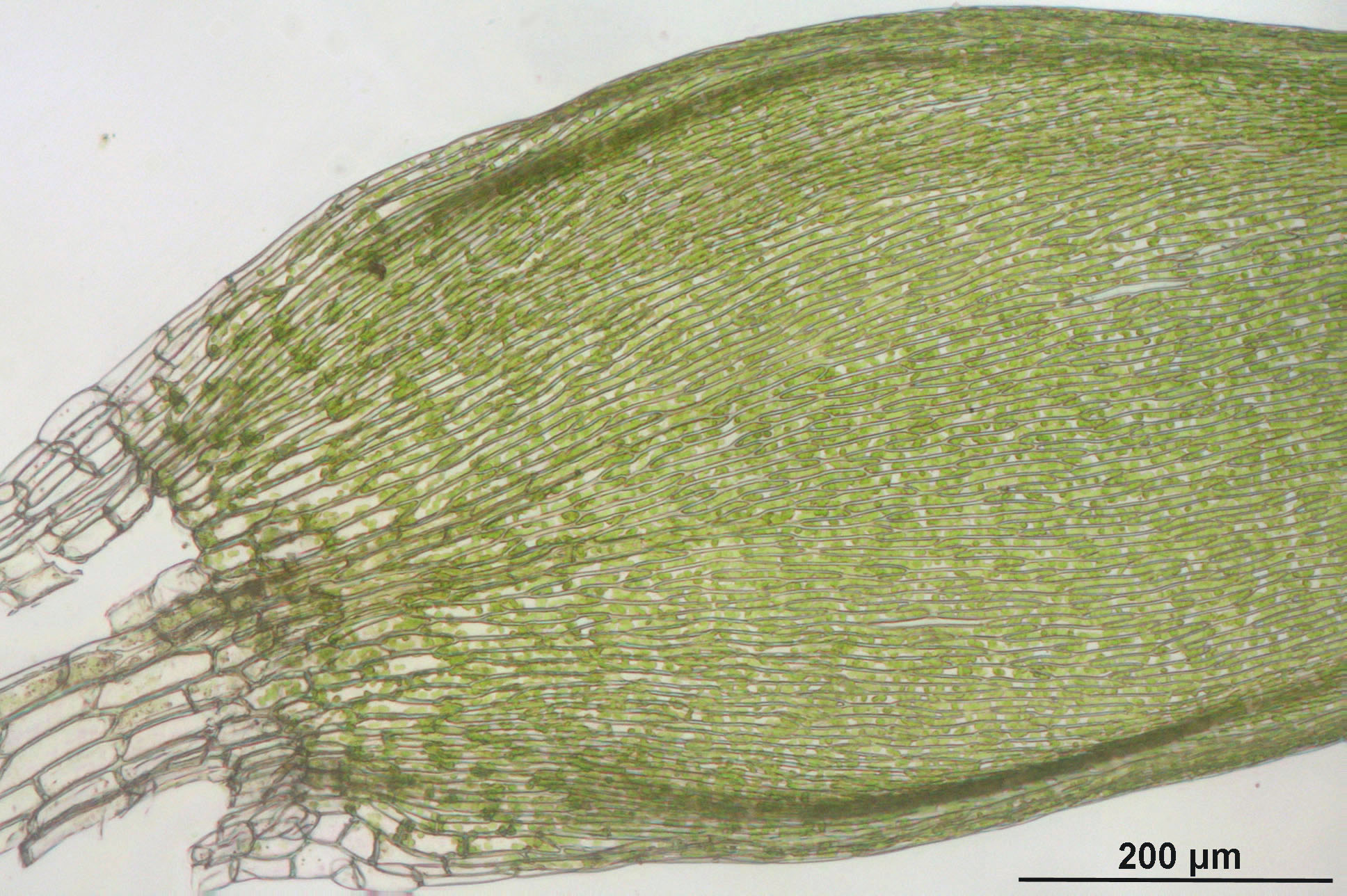
Bladvoet
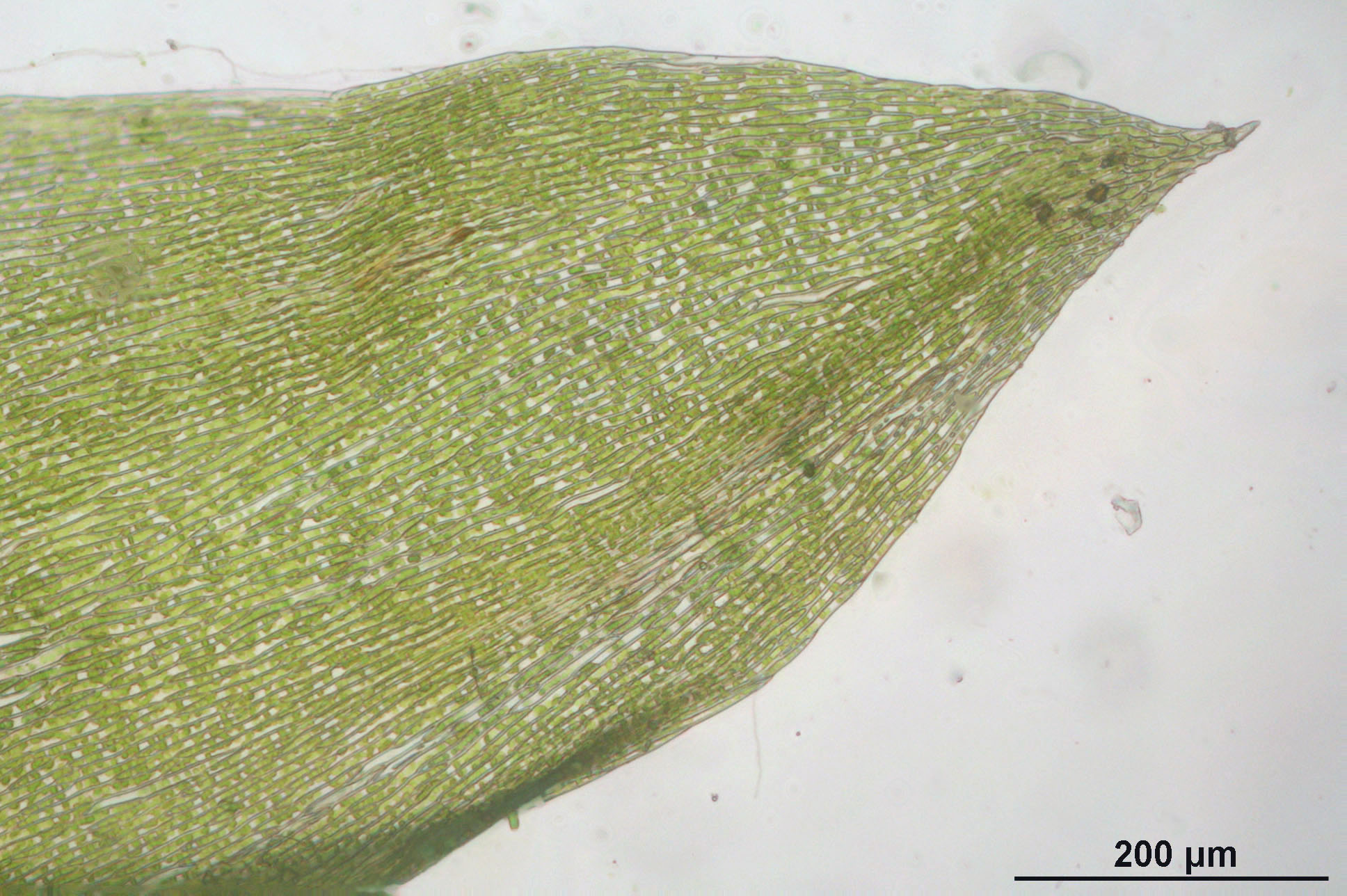
Bladtop
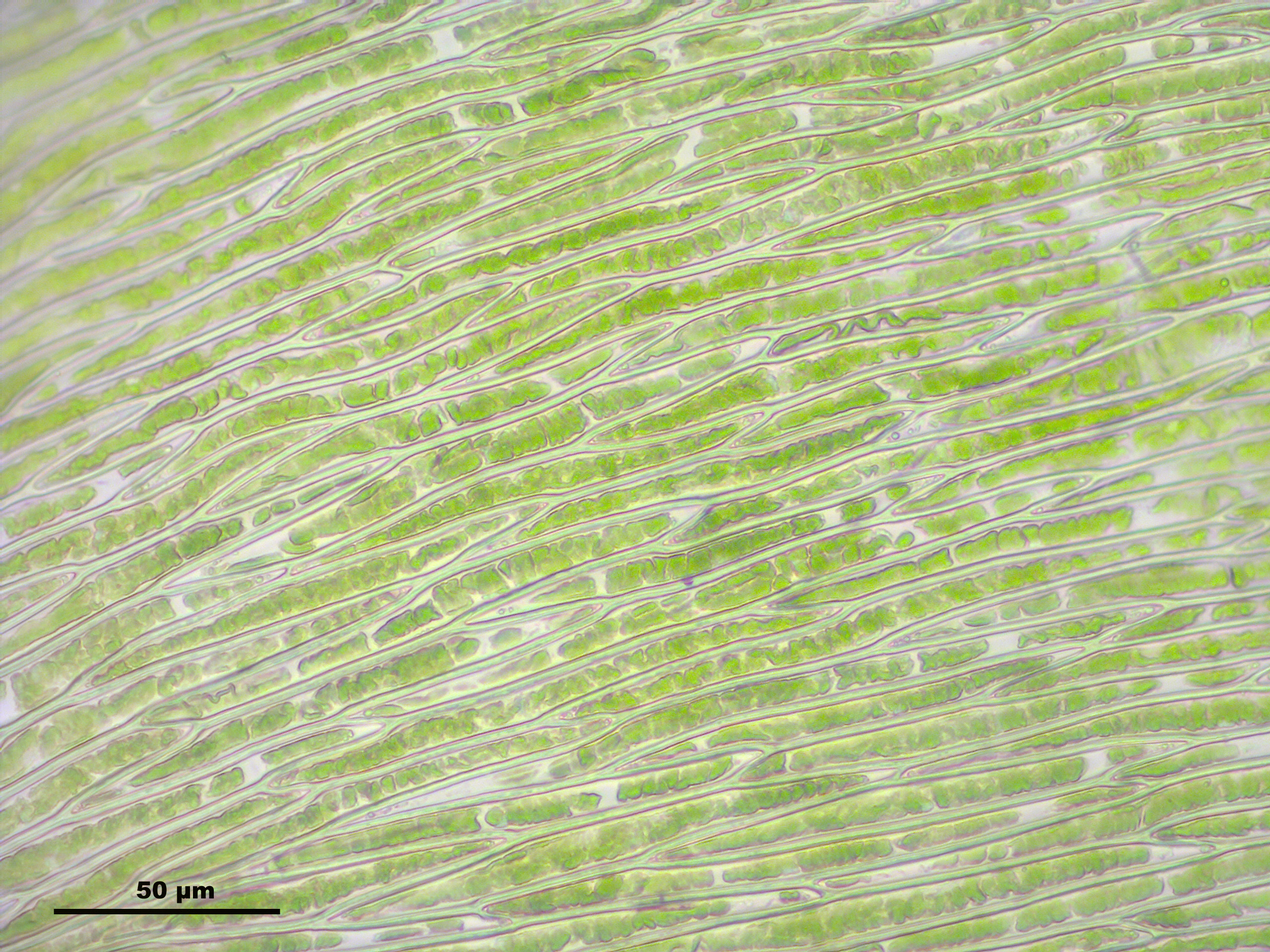
Bladcellen midden
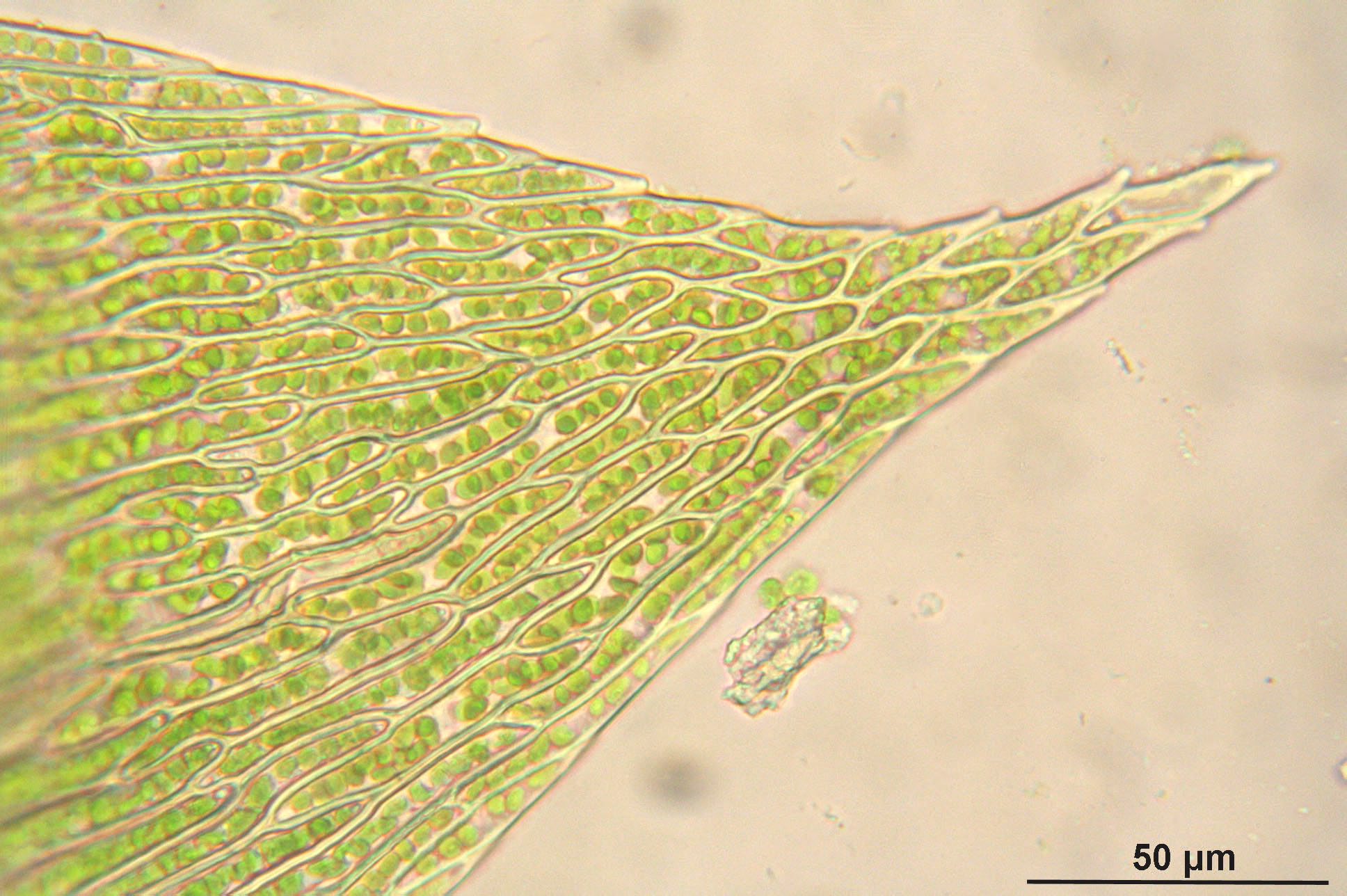
Bladcellen bladtop
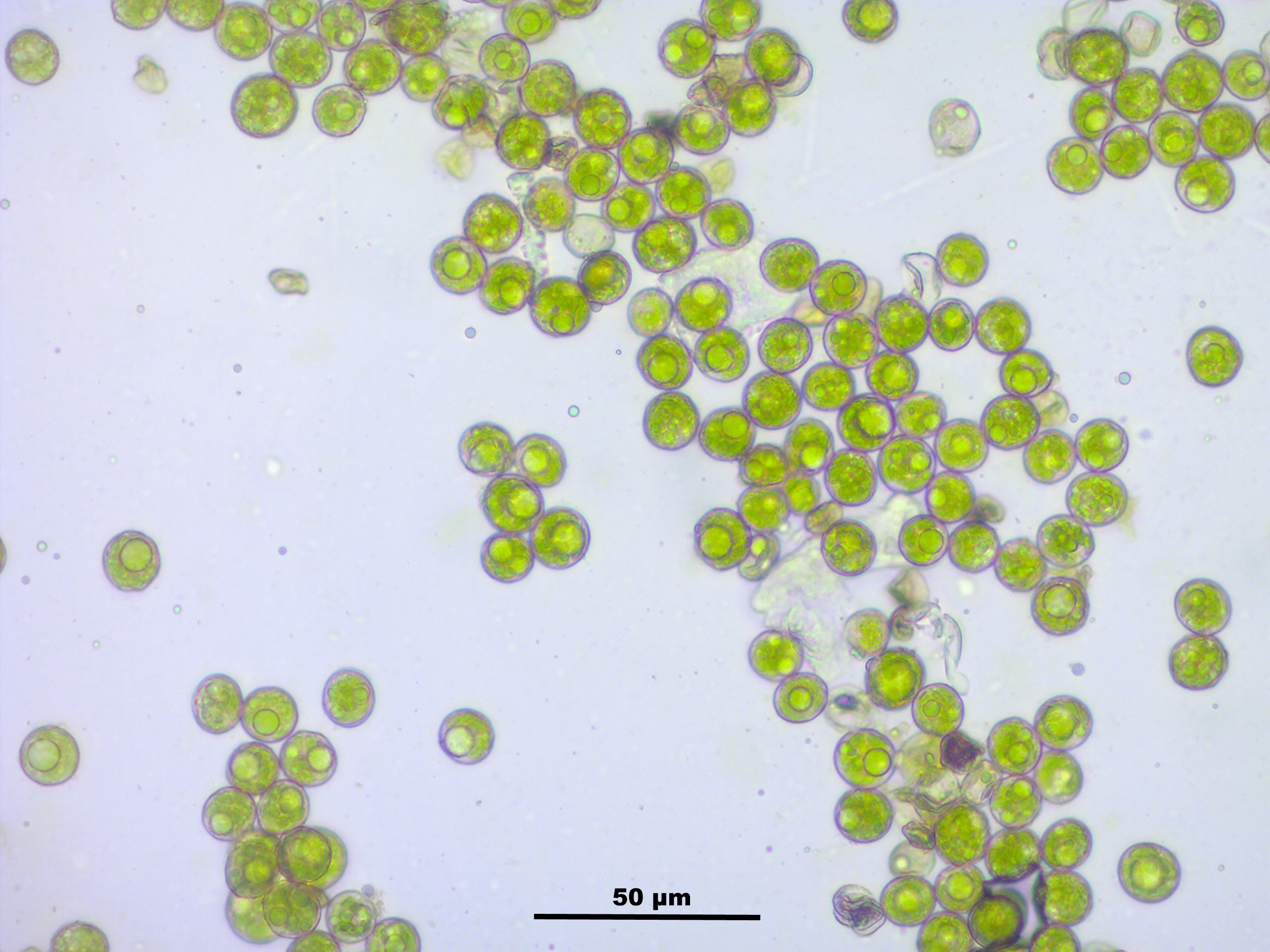
Sporen